# Elias Ekström
Elias Ekström, född 14 augusti 2001 i Hällefors, Örebro län, är en svensk professionell ishockeyspelare. Ekström har tidigare spelat för bland annat Hällefors IK och BIK Karlskoga. Från och med säsongen 2020/2021 spelar Ekström för Örebro HK.